# 狄光嗣
狄光嗣（？—？），唐代并州太原（今山西太原南郊区）人。为名相狄仁杰长子。
圣历初年，狄光嗣为司府丞。武则天诏令宰相各举尚书郎一人，狄仁杰荐狄光嗣，由是拜地官员外郎，以称职著称。武则天说：“祁奚内举，果得人。”历任淄州、许州、贝州三州刺史。狄光嗣母丧，夺情为太府少卿，坚持推让，唐睿宗赞赏其诚，允许了。开元七年（719年），自汴州刺史转扬州大都督府长史，后来罪坐赃贬为歙州别驾，去世。子狄博通，孙狄玄范。